# Нирим (приток Камы)
Ни́рим — река в России, протекает по Омутнинскому и Афанасьевскому районам Кировской области. Устье реки находится в 1617 км по левому берегу реки Камы. Длина реки составляет 53 км, площадь водосборного бассейна 251 км².
Исток реки на Верхнекамской возвышенности в лесах в 12 км северо-восточнее села Залазна на водоразделе верхней Камы и Вятки. Рядом берут начало притоки реки Залазны. Верхнее течение находится в Омутнинском районе, среднее и нижнее — в Афанасьевском. Река течёт на северо-восток, в среднем течении на берегу расположены деревни Московская и Нефёдовская (Ичетовкинское сельское поселение). Впадает в Каму у посёлка Афанасьево. Ширина реки у устья около 20 метров. Высота устья — 184,5 м над уровнем моря.
Притоки — Таловая, Локсор, Кушер (левые); Полуденная, Шорок (правые).
Система водного объекта: Кама → Волга → Каспийское море.

## Данные водного реестра
По данным государственного водного реестра России относится к Камскому бассейновому округу, водохозяйственный участок реки — Кама от истока до водомерного поста у села Бондюг, речной подбассейн реки — бассейны притоков Камы до впадения Белой. Речной бассейн реки — Кама.
Код объекта в государственном водном реестре — 10010100112111100000283.